# 쌍살벌
쌍살벌(Paper wasp)은 말벌상과에 딸린 벌로 쌍살벌아과에 속한다. 쌍살벌이라는 이름은 날아다닐 때 맨 뒷다리를 늘어뜨리고 나는 모습이 살 두 개를 들고 나는 것으로 보이는 것에서 유래하였다. 또다른 우리말로 '바다리'라고도 한다. 몸길이 18~25mm로 말벌보다 작으며 체형이 가늘고 다리가 길쭉하다. 도시에서도 흔히 볼 수 있으며, 창문이나 건물 지붕에 집을 짓기도 한다.
말벌과 달리 온순한 편으로 벌집을 건드리거나 하지 않는 이상 특별히 공격을 하지는 않는다. 독침을 가지고 있으나, 장수말벌 등 다른 말벌에 비하면 약한 편이지만, 꿀벌에 비하면 센 편이다. 다른 벌보다 군집의 수가 적으며, 크기가 말벌보다 작아서 군집 전체가 장수말벌, 털보말벌, 등검은말벌, 꼬마장수말벌 등 다른 말벌과에게 몰살 당하기도 한다.

## 생애
지난해 가을에 숫벌과 짝짓기를 한 어미벌은 겨울잠을 잔 후 이른 봄에 깨어나서 벌집을 짓는다. 벌집은 나무껍질과 자신의 타액을 통하여 집의 외벽이나 나무 등에 지으며 종이 비슷한 질감을 가진다, 어느 정도 만든 벌집에 알을 낳고 2~3일 후에 애벌레가 깨어나면 어미벌은 나비류나 나방류의 애벌레, 파리 및 바퀴벌레 등을 잡아서 고깃 덩어리로 만들어 애벌레에게 먹인다. 봄~여름에 나온 애벌레는 일벌이 되어 쌍살벌의 집안에서 어미벌의 일을 돕는다.
가을이 시작될 즈음에는 어미벌이 죽고, 일벌들이 알을 낳기 시작한다. 어미벌이 죽은 이후 깨어난 애벌레들은 곧 암벌이 되고, 일벌들이 낳은 알에서 깨어난 애벌레들은 숫벌이 된다. 이 숫벌과 암벌이 짝짓기를 하고, 암벌은 숫벌의 정자를 몸 속에 받아들어 어미벌이 된다. 겨울 이후 어미벌은 겨울잠을 자고 일벌과 숫벌은 모두 죽고 벌집은 폐허가 된다.

## 일부 종
- 쌍살벌속(Polistes)
  - 왕바다리
    - 제주왕바다리 - 제주도에 서식하는 왕바다리의 아종

  - 두눈박이쌍살벌
  - 별쌍살벌
  - 뱀허물쌍살벌

## 같이 보기
- 생물적 방제
- 쌍살벌아과